# Workout Holiday
Workout Holiday  es el primer álbum debut y álbum de estudio de la banda estadounidense de rock White Denim, lanzado en junio de 2008, después de haber sacado su EP homónimo del mismo nombre del álbum en 2007.
Es uno de los pocos álbumes lanzados por la discográfica británica Full Time Hobby. Hoy en día, el álbum, debido a su poca difusión de venta, es considerado una obra de culto.
El álbum es conocido por los sencillos "Let's Talk About It" y "Shake Shake Shake".

## Sonido
El sonido del álbum principalmente se enfoca en el indie rock con el garage rock, pero también algunas personas han clasificado este álbum del estilo post-punk revival.

## Lista de canciones
Todas las canciones escritas y compuestas por White Denim. 
| Workout Holiday |                             |          |  |
| N.º             | Título                      | Duración |  |
| 1.              | «Let's Talk About It»       | 03:53    |  |
| 2.              | «Shake Shake Shake»         | 02:37    |  |
| 3.              | «Sitting»                   | 02:16    |  |
| 4.              | «I Can Tell»                | 01:57    |  |
| 5.              | «Mess Your Hair Up»         | 04:48    |  |
| 6.              | «Heart From Us All»         | 03:10    |  |
| 7.              | «All You Really Have to Do» | 02:48    |  |
| 8.              | «Look That Way At It»       | 03:25    |  |
| 9.              | «Darksided Computer Mouth»  | 02:15    |  |
| 10.             | «WDA»                       | 03:03    |  |
| 11.             | «Don't Look That Way at It» | 04:03    |  |
| 12.             | «IEIEI»                     | 03:13    |  |
| 37:28           |                             |          |  |

## Personal
- James Petralli - vocal, guitarra
- Joshua Block - batería
- Steve Terebecki - vocal, bajo